# Castello di Cariseto
Das Castello di Cariseto ist die Ruine einer mittelalterlichen Höhenburg in Cariseto, einem Ortsteil der Gemeinde Cerignale in der italienischen Region Emilia-Romagna. Die Burg steht am orographisch linken Rand des Val d’Aveto in beherrschender Lage.

## Geschichte
Die erste urkundliche Erwähnung als Castrum stammt aus dem Jahr 1052, als Kaiser Heinrich III. die Burg dem Kloster San Paolo aus Mezzano zusprach, das es später an die Malaspinas verlehnte. 1164 investierte Friedrich Barbarossa Obizzo Malaspina darin, „pro suo magnifico et praeclaro servitio“ (dt.: für seinen großartigen und illustren Dienst), zusammen mit anderen Gebieten in der Lunigiana, dem Val Trebbia, dem Val Staffora und dem Val d’Aveto. Drei Jahre später, als Barbarossa von Rom kam und feststellen musste, dass die Bürger von Pontremoli die Straße zum Monte Bardone blockiert hatten, musste er sich an den Markgrafen Obizzo Malaspina wenden, der ihn über gefährliche Wege den Appennin überqueren ließ und sicher nach Pavia geleitete. Die alte Straße führte über Orezzoli, Cariseto, Oneto, Ponte Organasco und den Brallopass, sodass er den Kaiser in der Burg bewirten konnte. 1167 zwang Piacenza den Markgrafen, Mitglied der Lega Lombarda zu werden und der Stadt die Burgen von Cariseto, Croce, Pietra Corva und Oramala abzugeben. Weitere Zitate stammen aus einer Bulle von Coelestin III. von 1195 zugunsten des Klosters von Mezzano; der Ort wurde auch in einem Privileg von Kaiser Friedrich II. von 1220 zitiert. In den folgenden Jahren fiel die Burg an die Da Miletos, später, 1251 an die Malaspinas und 1266 gelangte sie in die Hände der Mulazzo-Linie, die sie 1540 für 9653 Goldscudi an die Fieschis verkaufte.

### Die Verschwörung der Fieschis
Sechs Jahre später gab es in Genua die Verschwörung der Fieschis, mit denen die Männer von Cariseto verbündet waren; Gerolamo Fieschi versuchte, sich den Genueser Truppen, die von Paolo Moneglia kommandiert wurden, entgegenzustellen. Sie trafen die Burg mit Bombardements, aber als sie sahen, dass es unmöglich war, dem Beschuss standzuhalten, flohen sie des Nachts durch einen Tunnel, der sie in den Wald führte. Mithilfe von Gian Francesco Nicelli aus Piacenza brachten sie sich jenseits des Aveto in Sicherheit im Staate der Farneses, die den Dorias feindlich gegenüberstanden. Als viele Lehen per kaiserlichem Dekret an die Dorias fielen, gelangte auch Cariseto an diese Familie, die es bis zur Abschaffung der Feudalherrschaft 1797 behielten.

### Die Statuten
Die „Statuten von Cariseto und der Lehen des Val Trebbia“ sind eine Sammlung von Normen, die das Leben im Val d’Aveto im 14. Jahrhundert regelten, indem sie die Beziehungen der Rechte und Pflichten zwischen den Herren, Männern und Dorfbewohnern festlegten. Sie werden im Archiv Doria Pamphili in Rom aufbewahrt.

## Beschreibung
Das Gebäude, das auf einem Felsvorsprung über der kleinen Gruppe von Häusern steht, bestand aus zwei mächtigen Rundtürmen. Heute sind nur noch Mittelmauer und die Fundamente der Türme erhalten, die gesichert wurden, wogegen die Wehrgänge, die Treppe und die Barrieren, die aus Holz gefertigt waren, stark beschädigt sind und der Zugang nicht gestattet ist. Die Gemeinde Cerignale hat ein Projekt aufgelegt, um sie der Öffentlichkeit wieder zugänglich zu machen.